# 牛汝莪
牛汝莪是马来西亚槟城州东北县乔治市的市郊，北临日落洞，西临垄尾，距乔治市市中心约6公里，位于槟威大桥旁。